# Miecisław
Miecisław, Miecsław, Miesław – staropolskie imię męskie, złożone z członów Mieci- ("miotać, rzucać") i -sław ("sława"). Mogło ono ulegać również skróceniu do formy Masław, a jednym ze zdrobnień tego imienia jest  być może Mieszko.
Miecisław to prawidłowa forma imienia, które zostało błędnie odczytane jako Mieczysław i w tej formie zyskało popularność.
Andrzej Bańkowski uważał, że prawidłową formą tego imienia mógł być także Miecysław, jednak jest to pogląd raczej odosobniony.
Miecisław imieniny obchodzi 1 stycznia.